# Зарецкая, Елена Наумовна
Елена Наумовна Зарецкая (14 апреля 1952, Москва, СССР — 30 марта 2024, Российская Федерация) — профессор, доктор филологических наук, заведующая кафедрой социально-гуманитарных дисциплин РАНХ и ГС при Президенте РФ.

## Биография
В 1973 году окончила филологический факультет МГУ им. М. В. Ломоносова, отделение структурной и прикладной лингвистики.
В 1978 году окончила аспирантуру Ленинградского государственного университета им. Жданова, защитила диссертацию под руководством профессора Маслова Ю. С. и получила степень кандидата филологических наук.
В 1998 году — защитила диссертацию на тему «Теория речевой коммуникации» в МГУ им. Ломоносова и получила степень доктора филологических наук.
С 1999 года является профессором в Российской академии народного хозяйства и государственной службы при Президенте РФ.
В 2003 году американский биографический институт добавил биографию Елены Зарецкой в справочник выдающихся людей, а в 2009 году издательство Marquis Who’s Who в энциклопедию Who’s Who in the World 2009.
Регулярно выступает на радио Маяк.

## Семья
Много лет состояла в браке с Клапером Александром Яковлевичем, в котором родилось двое детей — Ольга и Дмитрий.
По словам Эдуарда Лимонова, Зарецкая «претендует» на роль последней жены Алексея Львовича Хвостенко.
В настоящее время замужем за художником Чащинским Анатолием Дмитриевичем.